# Campeonato de Fórmula Dois da FIA (2009–2012)
O Campeonato de Fórmula Dois da FIA foi uma categoria de automobilismo de uma única marca para os carros de corrida de monopostos de Fórmula 2. O campeonato foi realizado entre 2009 e 2012. Foi um renascimento do antigo Campeonato Europeu de Fórmula Dois que foi disputado anteriormente de 1967 a 1984 e foi organizado pela MotorSport Vision. Os pilotos competiram mais de dezasseis rodadas em oito locais, em carros idênticos construídos pela Williams, com motores de 400 bhp desenvolvidos pela Mountune Racing e fornecidos pela Audi.
A Fórmula 2 foi reativada devido às preocupações da Federação Internacional de Automobilismo (FIA) com o constante aumento do custo das competições de acesso à Fórmula 1, que estavam se tornando inacessíveis para muitos participantes e a categoria foi reintroduzida com um custo menor. O contrato da FIA para fornecer e operar o campeonato foi concedido à empresa britânica de corridas MotorSportVision, de propriedade do ex-piloto de Fórmula 1 Jonathan Palmer.
Em comparação com categorias rivais como GP2 Series e Fórmula Renault 3.5, a Fórmula 2 custava significativamente menos por temporada, enquanto permitia que os pilotos provassem suas habilidades e desenvolvessem suas habilidades, em veículos idênticos projetados por uma equipe de seis homens da Williams F1, liderado pelo diretor de engenharia Patrick Head. Os veículos F2 foram montados e preparados entre as corridas na instalação Bedford Autodrome da MotorSport Vision, antes de cada evento do campeonato.
Em dezembro de 2012, a MotorSport Vision anunciou que a categoria não seria mais organizada a partir de 2013.

## Campeões
| Temporada | Piloto           | Pole | Vitória | VR | Pódios | Pontos | Recusado         | Margem | Referência |
| --------- | ---------------- | ---- | ------- | -- | ------ | ------ | ---------------- | ------ | ---------- |
| 2009      | Andy Soucek      | 2    | 7       | 3  | 11     | 115    | Corrida 13 de 16 | 51     | [ 9 ]      |
| 2010      | Dean Stoneman    | 6    | 6       | 6  | 11     | 284    | Corrida 17 de 18 | 42     | [ 10 ]     |
| 2011      | Mirko Bortolotti | 7    | 7       | 7  | 14     | 298    | Corrida 14 de 16 | 109    | [ 11 ]     |
| 2012      | Luciano Bacheta  | 3    | 5       | 5  | 10     | 231,5  | Corrida 16 de 16 | 21,5   | [ 12 ]     |

## Circuitos
| Circuito                                | Mapa | Local                       | Temporada(s)    | Total |
| --------------------------------------- | ---- | --------------------------- | --------------- | ----- |
| Autódromo Internacional do Algarve      |      | Portimão, Portugal          | 2010, 2012      | 2     |
| Circuito de Barcelona-Catalunha         |      | Montmeló, Espanha           | 2009, 2011      | 2     |
| Brands Hatch                            |      | , Kent, Reino Unido         | 2009-2012       | 4     |
| Circuito de Brno                        |      | Brno, Chéquia               | 2009-2010       | 2     |
| Donington Park                          |      | Leicestershire, Reino Unido | 2009            | 1     |
| Autódromo Enzo e Dino Ferrari           |      | Ímola, Itália               | 2009            | 1     |
| Hungaroring                             |      | Mogyoród, Hungria           | 2011            | 1     |
| Autódromo Nacional de Monza             |      | Monza, Itália               | 2010-2012       | 3     |
| Circuito Internacional Moulay El Hassan |      | Marraquexe, Marrocos        | 2010            | 1     |
| Circuito de Nevers Magny-Cours          |      | Nevers e Magny-Cours        | 2011            | 1     |
| Nürburgring                             |      | Nürburg, Alemanha           | 2011-2012       | 2     |
| Motorsport Arena Oschersleben           |      | Oschersleben, Alemanha      | 2009-2010       | 2     |
| Circuito Paul Ricard                    |      | Le Castellet, França        | 2012            | 1     |
| Red Bull Ring                           |      | Spielberg, Áustria          | 2011            | 1     |
| Circuito Ricardo Tormo                  |      | Cheste, Espanha             | 2009-2010       | 2     |
| Circuito de Silverstone                 |      | Silverstone, Reino Unido    | 2010-2012       | 3     |
| Circuito de Spa-Francorchamps           |      | Stavelot, Bélgica           | 2009, 2011-2012 | 3     |
| Circuito de Zolder                      |      | Heusden-Zolder, Bélgica     | 2010            | 1     |